# Frédéric Valin
Frédéric Valin (* 9. März 1982 in Wangen im Allgäu) ist ein deutscher Autor und Journalist mit dem Schwerpunkt Pflege.

## Leben und Werk
Valin lebt seit 2003 in Berlin, dort studierte er Deutsche Literatur und Romanistik. 2010 erschienen erste Erzählungen unter dem Titel Randgruppenmitglied im Verbrecher Verlag.
2021 wurde sein viel besprochenes Buch Pflegeprotokolle publiziert, in dem Angehörige der Pflegebranche in Form von Gesprächsprotokollen aus ihrem Berufsalltag berichten. Im Deutschlandfunk hieß es über das Buch: „Auf diese Weise kommen einem die ‚Pflegeprotokolle‘ sehr nah in ihrer ungeschönt dokumentarischen Erzählweise, sie zwingen, den Blick dorthin zu richten, wo er sich eigentlich abwenden will.“
Als Journalist schreibt Valin unter anderem für das nd, die Jungle World, analyse & kritik und die taz. Er arbeitet außerdem als Pflegekraft und Kulturveranstalter.

## Werke
- Randgruppenmitglied. Verbrecher Verlag, Berlin 2010, ISBN 978-3-94042-658-1
- In kleinen Städten. Verbrecher Verlag, Berlin 2013, ISBN 978-3-94316-742-9
- Trinken gehen. Ausschweifungen. Frohmann, Berlin 2014, ISBN 978-3-94419-553-7
- Zidane schweigt: Die Équipe Tricolore, der Aufstieg des Front National und die Spaltung der französischen Gesellschaft. Verbrecher Verlag, Berlin 2016, ISBN 978-3-95732-202-9
- Pflegeprotokolle. Verbrecher Verlag, Berlin 2021, ISBN 978-3-95732-497-9
- Ein Haus voller Wände. Verbrecher Verlag, Berlin 2022, ISBN 978-3-95732-534-1